# Eupatoria
Eupatoria ou Yevpatoria (en russe : Евпатория ; en ukrainien : Євпаторія ; en tatar de Crimée : Kezlev ; en karaïm Кӧзлив) est une ville portuaire de république autonome de Crimée, en Ukraine, occupée par la Russie depuis 2014. Sa population s'élevait à 106 877 habitants en 2013.
La ville a le statut de municipalité de la république de Crimée. 

## Géographie
Eupatoria est située sur la côte ouest de la péninsule de Crimée, au nord de la baie de Kalamita à 64 km au nord-ouest de Simféropol.

## Histoire
La première colonie, Kerkinitis, est construite par les colons grecs vers 500 av. J.-C. Comme le reste de la Crimée, Kerkinitis fait partie des possessions de Mithridate VI, le roi du Pont, dont le surnom, « Eupator », a donné le nom de la ville actuelle.
Approximativement du VIIe au Xe siècle, Eupatoria est un établissement khazar. Dans la langue khazare, son nom est probablement Güzli (littéralement « belle maison »). Il est ensuite soumis aux Coumans (Polovtses), aux Mongols (Kiptchaks) puis au khanat de Crimée (tatar). Au cours de cette période, la localité est appelée Kezlev par les Tatars de Crimée et Gözleve par les Ottomans. Le nom de Kozlov, employé dans la Russie médiévale, est une russification du nom des Tatars de Crimée.
En 1783, Kezlev est annexée par l'Empire russe avec l'ensemble de Crimée. Son nom devient officiellement Eupatoria en 1784. Pendant la guerre de Crimée, la ville est brièvement occupée (1854) par les Britanniques, les Français et les Turcs. Elle est le théâtre de la bataille d'Eupatoria, le 17 février 1855, qui ne permet pas à l'armée russe de reprendre la ville.
Adam Mickiewicz visite la ville en 1825 et y écrit un de ses Sonnets de Crimée, qui fut ensuite traduit en russe par Mikhaïl Lermontov.
Pendant la Seconde Guerre mondiale, au cours de la campagne de Crimée de l'automne 1941, la ville tombe aux mains des Allemands de la 11. Armee. Le 5 janvier 1942, les Soviétiques débarquent à Eupatoria qui se soulève contre l'occupant nazi, avec l'aide des partisans. Les Allemands, qui acheminent des renforts reprennent la ville peu de jours après,. La ville est définitivement libérée en 1944.

## Population
Recensements (*) ou estimations de la population :
| 1897*  | 1911   | 1923*  | 1926*  |
| ------ | ------ | ------ | ------ |
| 17 913 | 30 400 | 17 233 | 23 341 |

| 1939*  | 1959*  | 1970*  | 1979*  |
| ------ | ------ | ------ | ------ |
| 47 030 | 56 992 | 79 444 | 93 281 |

| 1989*   | 2001*   | 2009    | 2010    |
| ------- | ------- | ------- | ------- |
| 107 792 | 105 915 | 107 177 | 106 846 |

| 2011    | 2012    | 2013    | - |
| ------- | ------- | ------- | - |
| 106 698 | 106 840 | 106 877 | - |

## Économie
Le port d'Eupatoria était le 12e port d'Ukraine pour son trafic, qui était de 1 830 000 tonnes en 2005, la ville est desservie par la gare d'Eupatoria et la gare d'Eupatoria-Kourort. C'est aussi l'aéroport d'Eupatoria qui est une base de réparation d'aviation.

## Culture
La Mosquée Djouma-Djami.

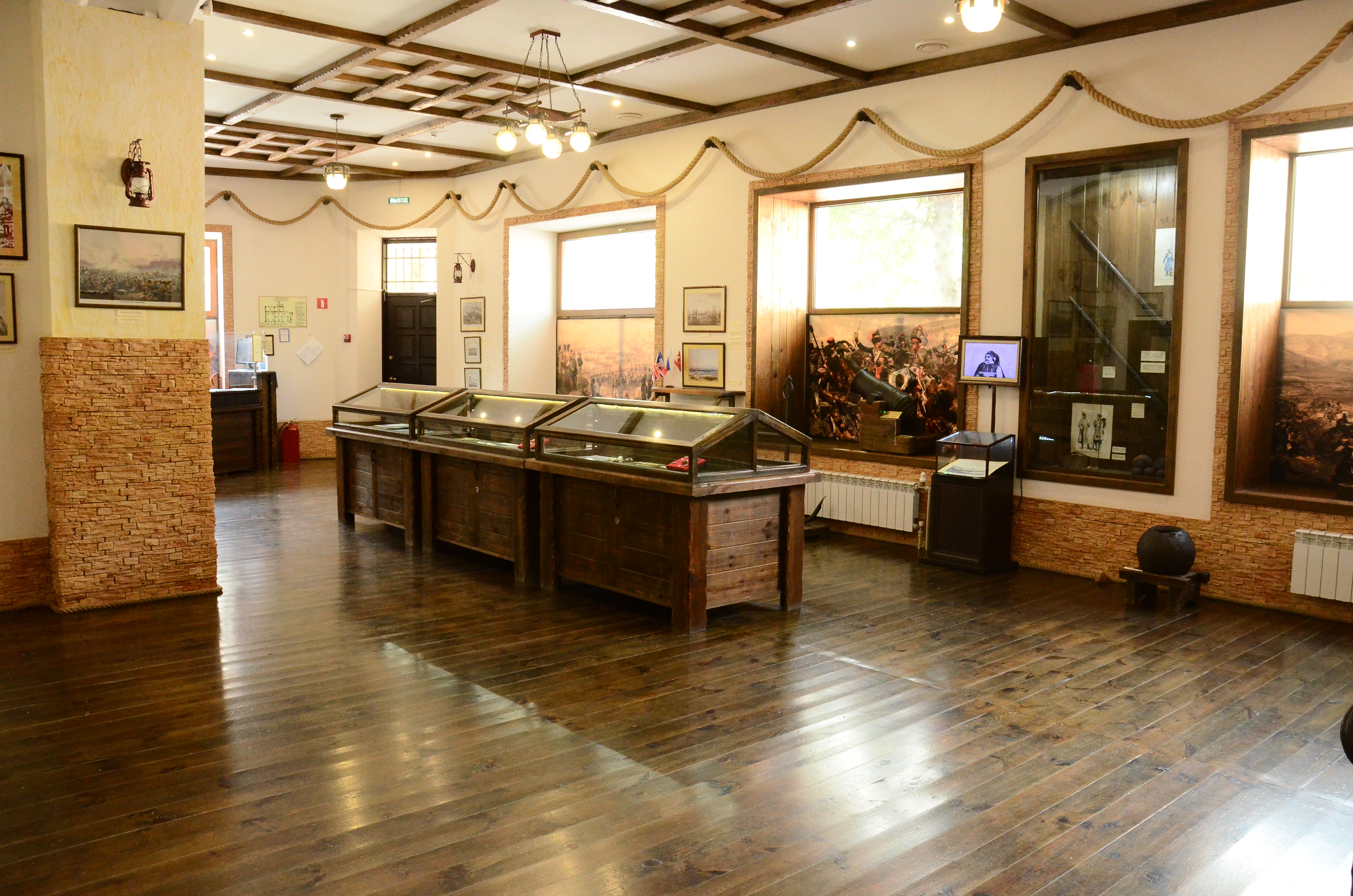
Le musée de la guerre de Crimée.
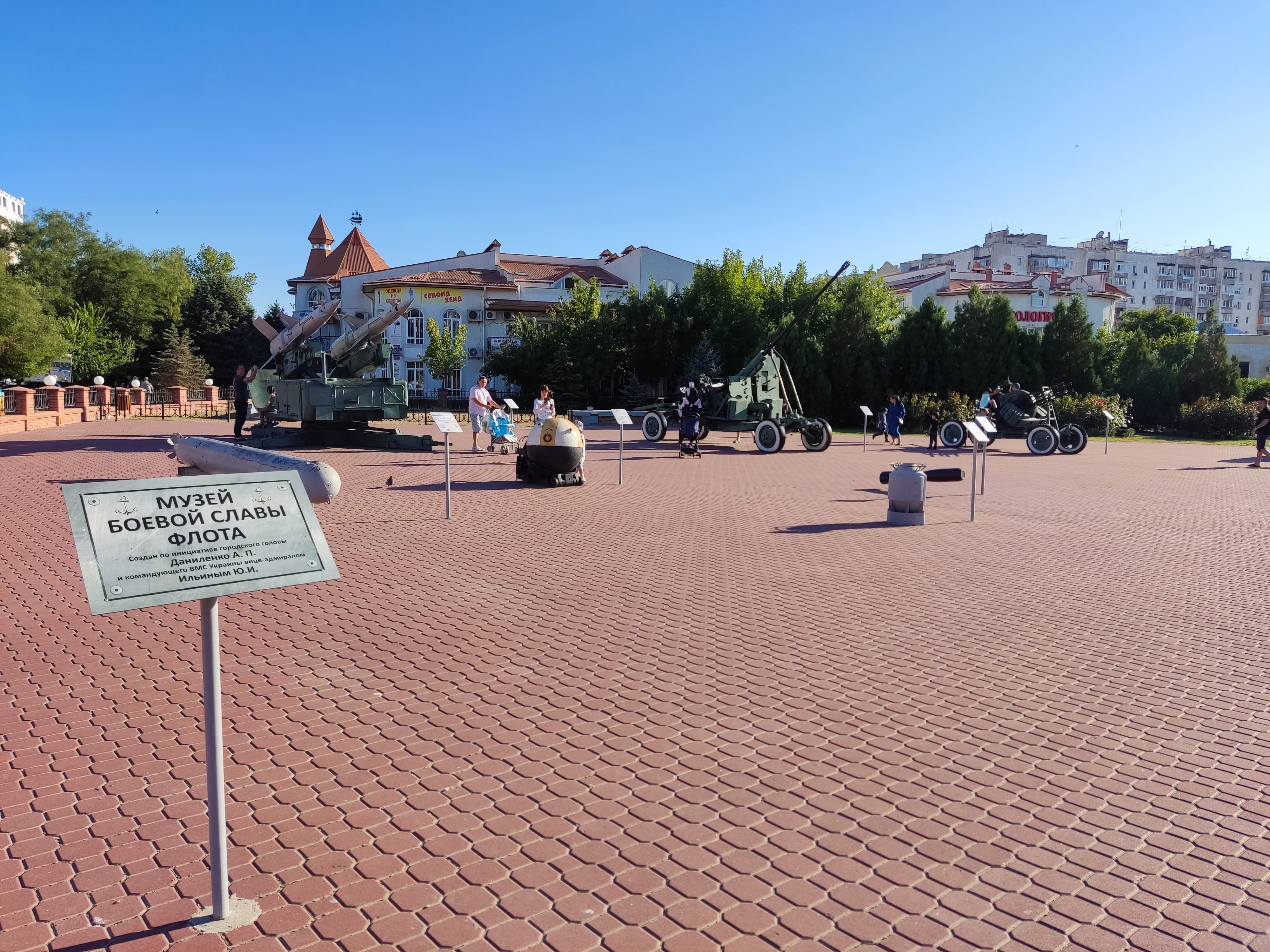
Le musée à la gloire de la flotte classé[4].
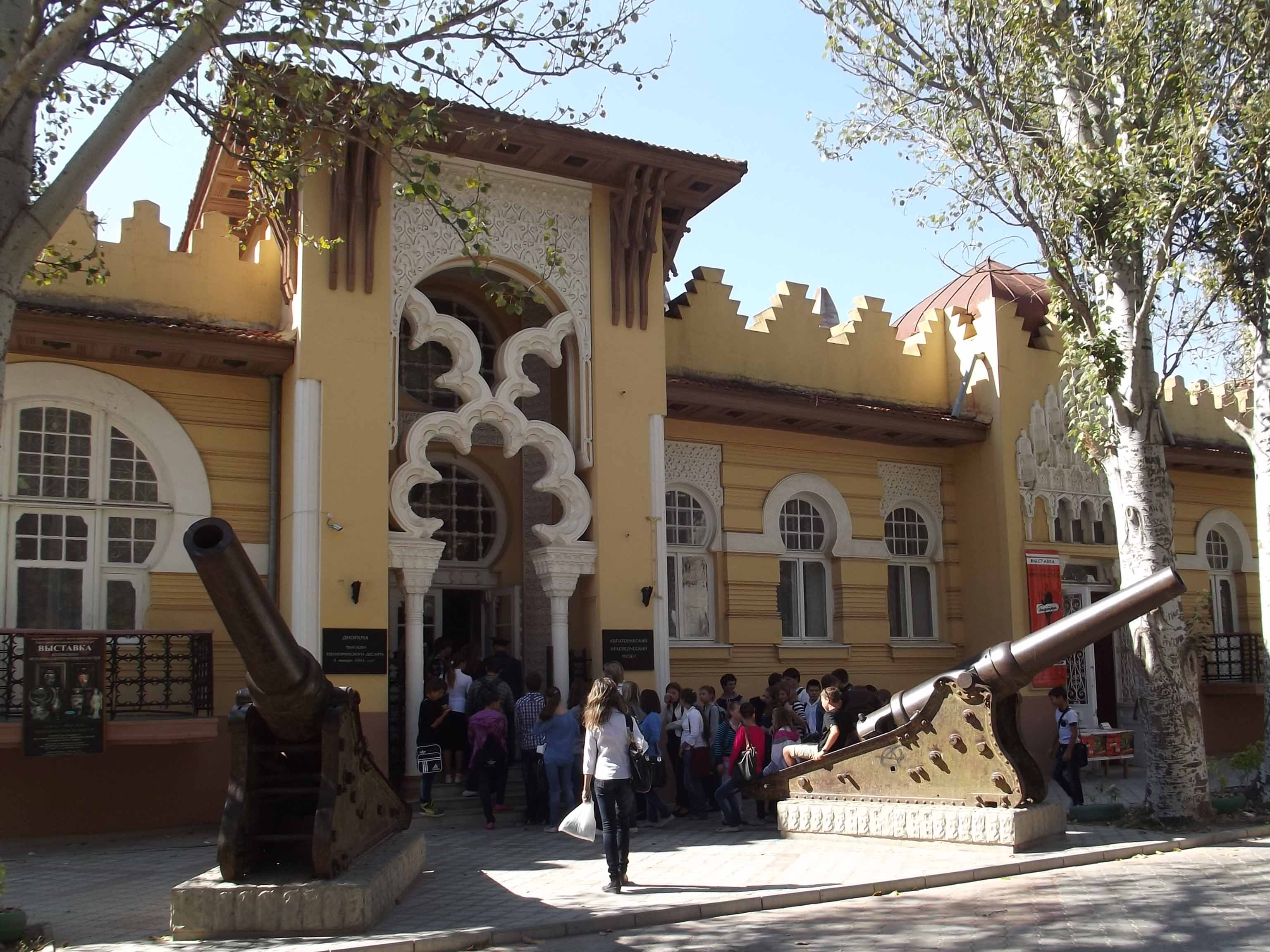
Le musée d'histoire locale classé[5].
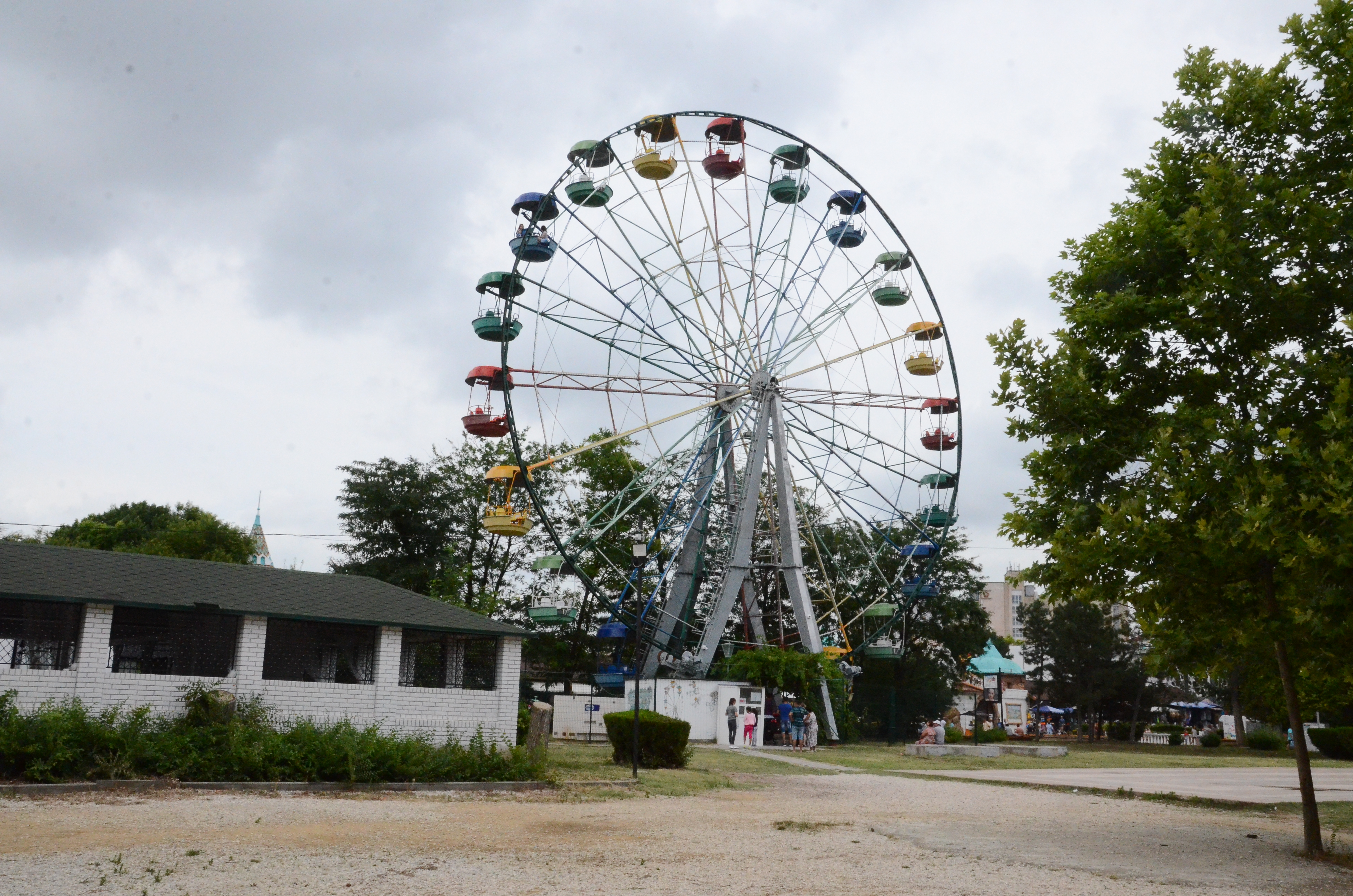
Le parc Frouze et
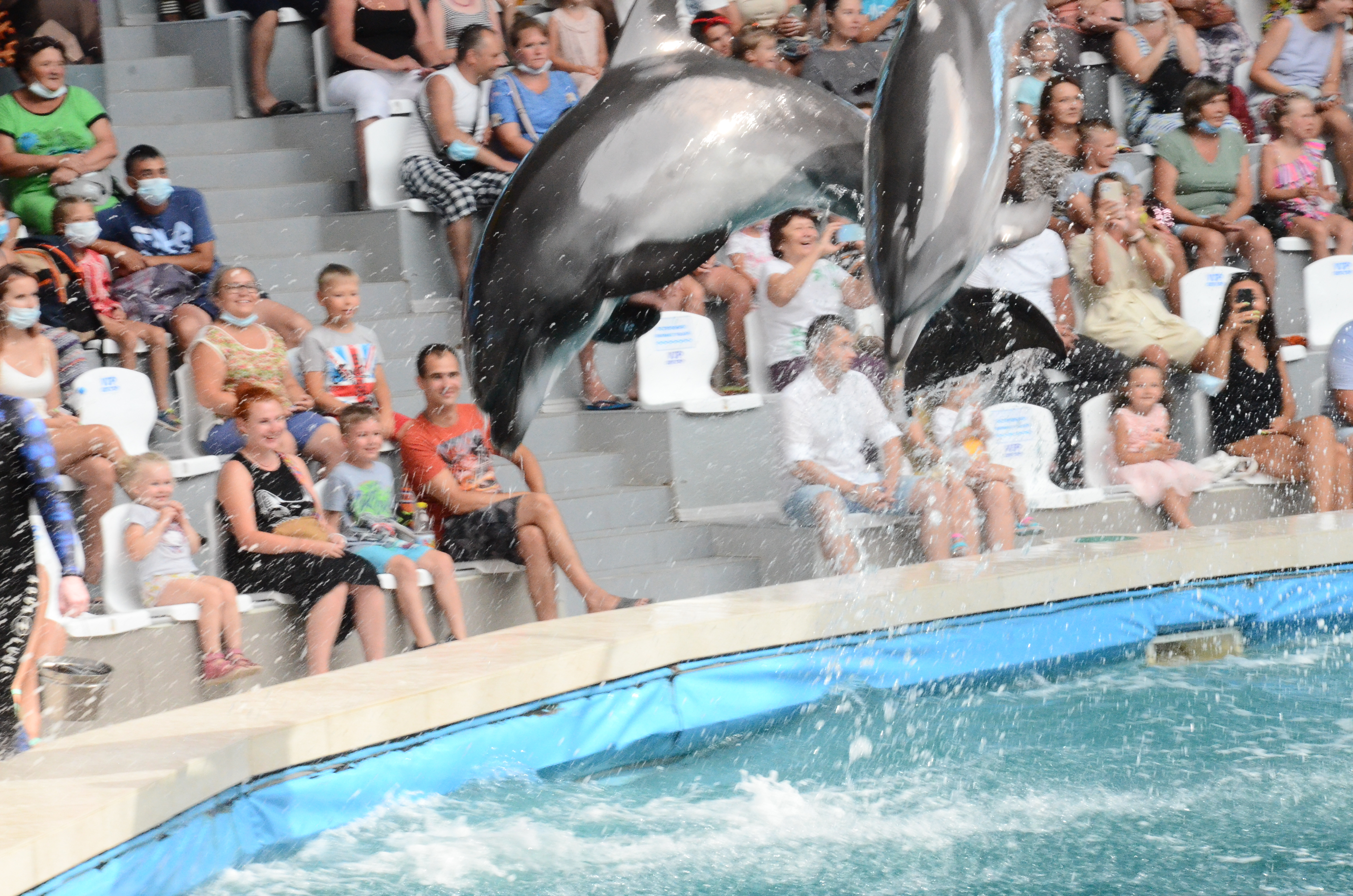
son delphinarium.
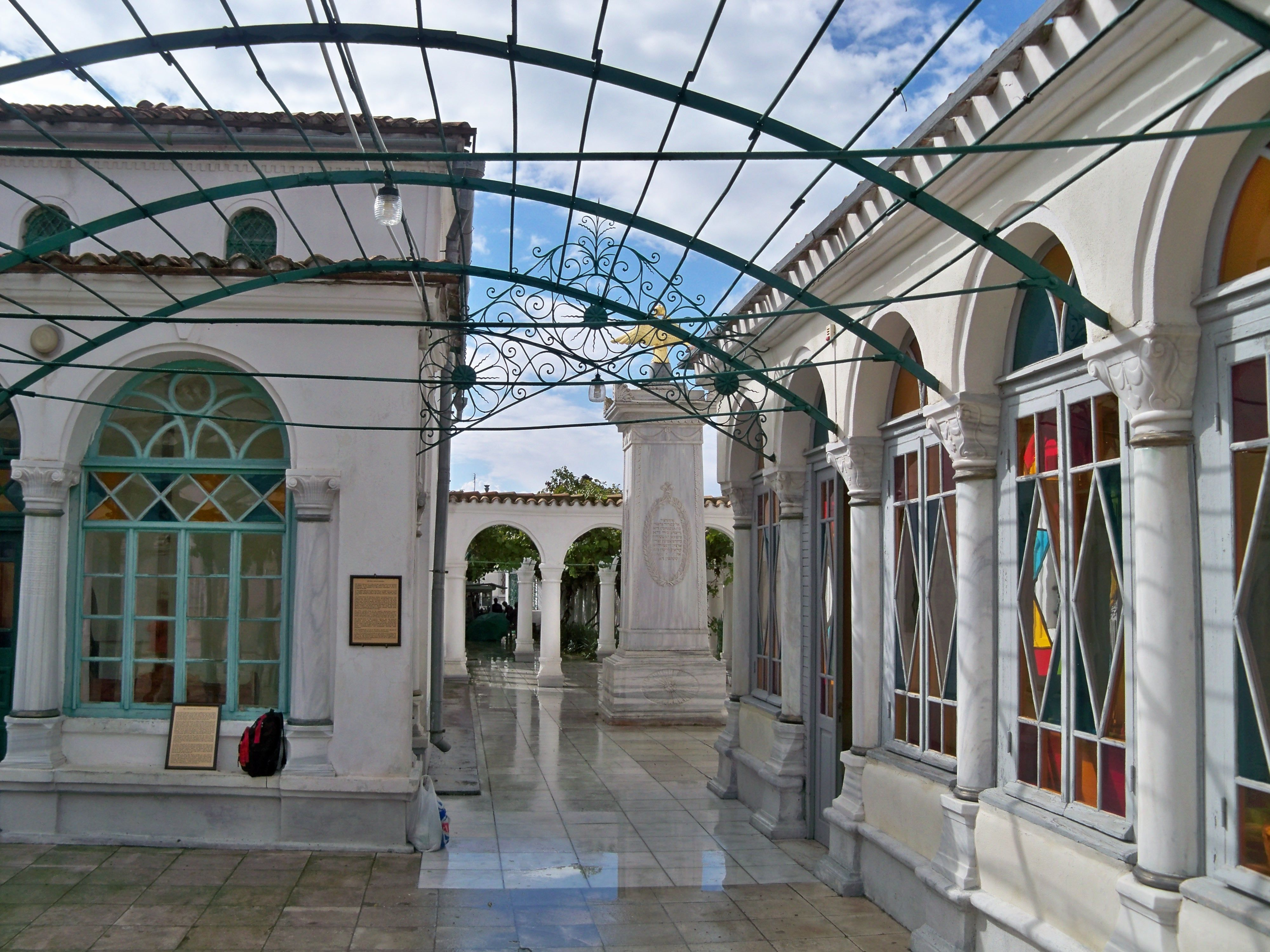
La kenassa  classé[6].
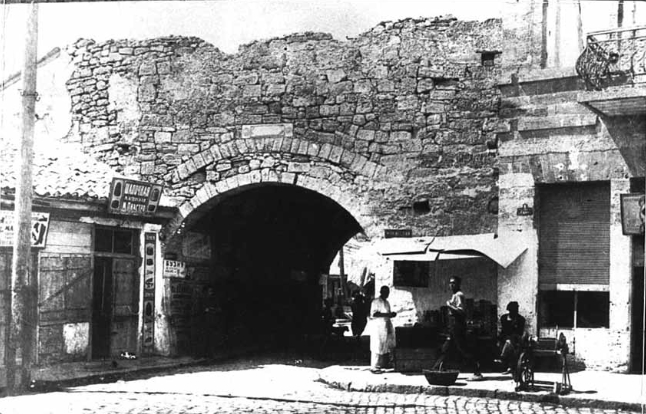
La vieille tour en 1920.

## Espace
On y trouve le Radiotélescope d'Eupatoria un des trois centres du réseau russe de communication avec l'espace lointain  entré en service en 1962 (45° 10′ 13″ N, 33° 15′ 03″ E - 45° 13′ 20″ N, 33° 09′ 44″ E - 45° 11′ 23″ N, 33° 11′ 13″ E).

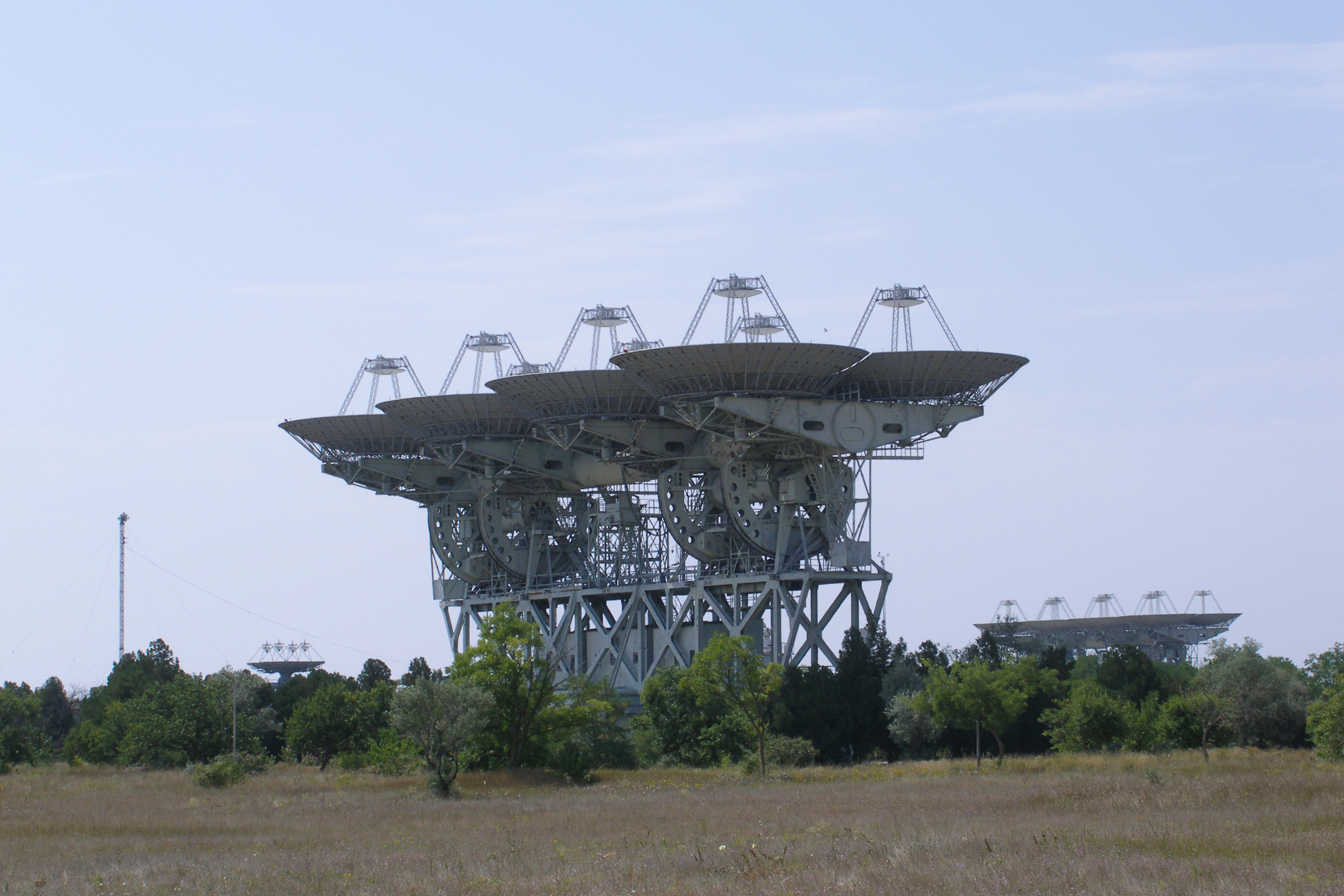
Le triple groupe d'antenne Pluton.

Comme le montrent des images satellites, une frappe du 23 juin 2024 provoquant des dommages au Centre russe de communications spatiales à longue portée, au complexe Pluton,,.

## Personnalités
- Vassili Kalafati, compositeur russe, né à Eupatoria en 1869
- Sémion Douvan, maire d’Eupatoria de 1906 à 1917, né à Eupatoria en 1870
- Isaak Douvan, metteur en scène russe, né à Eupatoria en 1873
- Zula Pogorzelska, danseuse de cabaret et chanteuse polonaise, née à Eupatoria en 1896
- Sergueï Sokolov, militaire soviétique, né à Eupatoria en 1911
- Alexandre Sergueïevitch Davydov, physicien ukrainien, né à Eupatoria en 1912
- Georges Govy, écrivain français, né à Eupatoria en 1913
- Maria Gorokhovskaya, gymnaste soviétique, née à Eupatoria en 1921
- Lioudmila Alexeïeva, historienne et militante de la défense des droits humains russe. née à Eupatoria en 1927.
- Yelena Belevskaya, sauteuse en longueur ukrainienne, née à Eupatoria en 1963
- Iryna Friz, ministre ukrainienne, née en 1974
- Alexander Dimitrenko, boxeur allemand, né à Eupatoria en 1982
- Kseniya Symonova, artiste ukrainienne, née à Eupatoria en 1985